# Humboldt (Dakota del Sud)
Humboldt és una població dels Estats Units a l'estat de Dakota del Sud. Segons el cens del 2000 tenia 521 habitants.

## Demografia
Segons el cens del 2000, Humboldt tenia 521 habitants, 200 habitatges, i 148 famílies. La densitat de població era de 319,3 habitants per km².
Dels 200 habitatges en un 42% hi vivien nens de menys de 18 anys, en un 62% hi vivien parelles casades, en un 7% dones solteres, i en un 26% no eren unitats familiars. En el 25,5% dels habitatges hi vivien persones soles el 15% de les quals corresponia a persones de 65 anys o més que vivien soles. El nombre mitjà de persones vivint en cada habitatge era de 2,61 i el nombre mitjà de persones que vivien en cada família era de 3,09.
Per edats la població es repartia de la següent manera: un 31,7% tenia menys de 18 anys, un 6,7% entre 18 i 24, un 31,1% entre 25 i 44, un 15,9% de 45 a 60 i un 14,6% 65 anys o més.
L'edat mediana era de 32 anys. Per cada 100 dones de 18 o més anys hi havia 100 homes.
La renda mediana per habitatge era de 39.250 $ i la renda mediana per família de 45.000 $. Els homes tenien una renda mediana de 27.426 $ mentre que les dones 22.083 $. La renda per capita de la població era de 16.455 $. Entorn del 5,8% de les famílies i el 6,1% de la població estaven per davall del llindar de pobresa.

## Poblacions més properes
El següent diagrama mostra les poblacions més properes.